# Isole di Miriam
Le isole di Miriam (in russo Острова Мириам, ostrova Miriam) sono un gruppo di piccole isole russe nell'Oceano Artico che fanno parte della Terra di Zichy nell'arcipelago della Terra di Francesco Giuseppe.

## Geografia
Le isole di Miriam sono un gruppo di 3 piccole isole che si trovano nella parte nord della Terra di Zichy, nel canale di Backs, vicino alla costa settentrionale dell'isola di Jackson, a 600 m di distanza.
La più grande misura circa 700 m di lunghezza, le altre isole non raggiungono i 100 m.